# نورأريش
نور أريش (الأرمينية: Նոր Արեշ)، هو حي في منطقة اريبونى في العاصمة الأرمينية يريفان.